# María Eugenia de Beer
María Eugenia de Beer (ca. 1621 – na 1652) was een Spaanse graveur van Nederlandse afkomst.

## Persoonlijk
Ze was een kleindochter van de schilder Joos de Beer en een dochter van Cornelius de Beer (Utrecht, 1591 – Madrid, 1651). Haar vader, die schilder en graveur was, verhuisde in 1618 naar Spanje, waar hij trouwde met Ana de Sonz. Vermoedelijk werd ze geboren kort na 1621, het huwelijksjaar van haar ouders. In november 1641 trouwde ze met de 25-jarige Nicolas Merstraten, van Vlaamse afkomst. 

## Werk

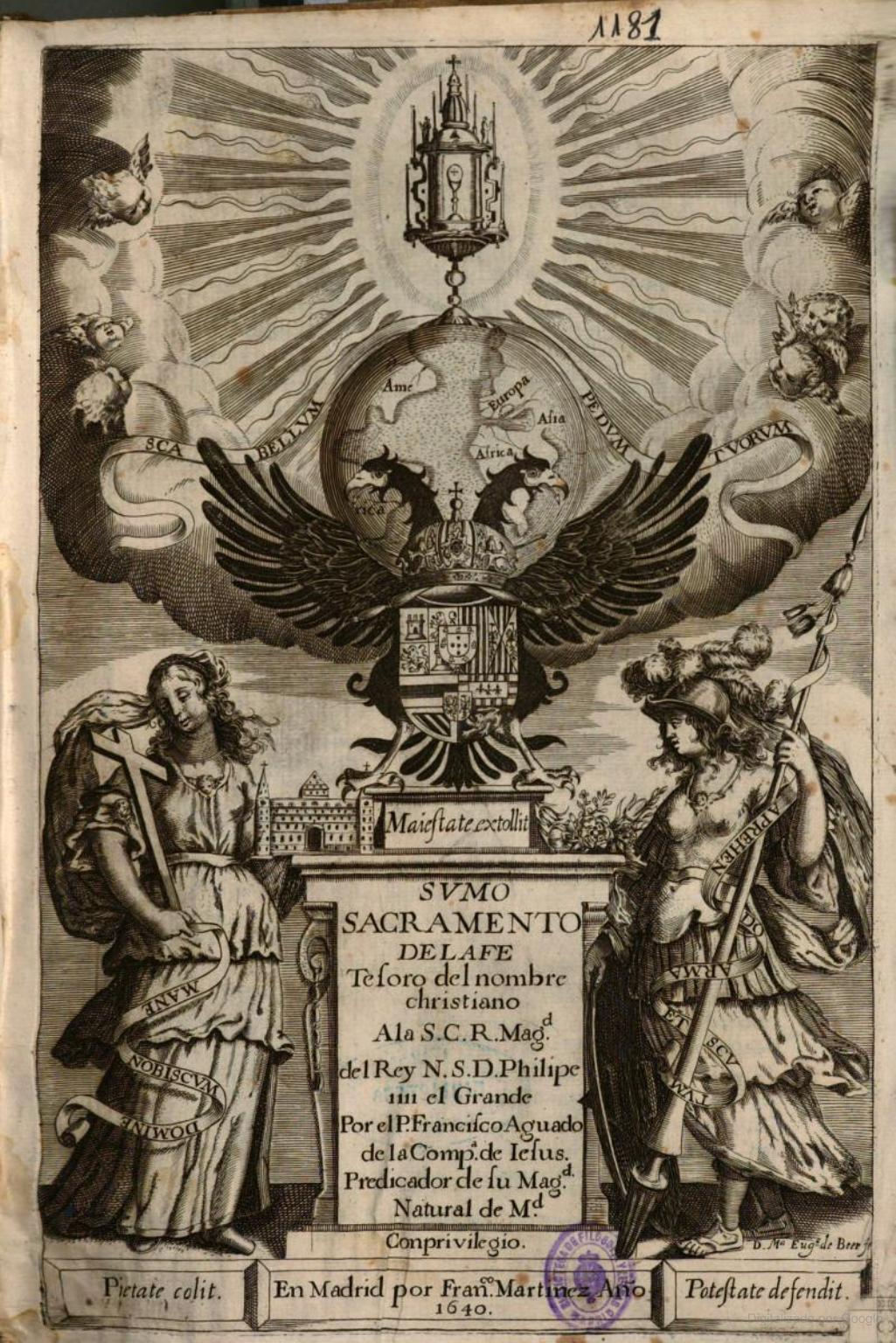

De Beer werd vermoedelijk opgeleid door haar vader. Ze was werkzaam in Madrid, tussen 1640 en 1652. Ze signeerde haar werken met de titel "Doña". Veel van haar motieven waren religieus of mythologisch. Ze graveerde ook portretten voor de Spaanse adel. 
Een bekend werk uit haar beginperiode is een vogelboekje, dat ze opdroeg aan de Spaanse kroonprins Balthasar Karel, zoon van koning Filips IV. Het werk bevindt zich sinds 1981 in de Colección Banco de España.
Ze stopte vermoedelijk met werken in verband met de zorg voor haar kinderen.
- RKD-Nederlands Instituut voor Kunstgeschiedenis: 487603